# (2531) Cambridge
(2531) Cambridge (1980 LD) — planetoida z pasa głównego asteroid okrążająca Słońce w ciągu 5,22 lat w średniej odległości 3,01 j.a. Odkryta 11 czerwca 1980 roku.